# Daïra d'El M'Ghair
La daïra d'El M'Ghair est une daïra d'Algérie située dans la wilaya d'El Oued et dont le chef-lieu est la ville éponyme d'El M'Ghair.

## Localisation
La daïra est située au nord-ouest de la wilaya d'El Oued.

## Communes de la daïra
La daïra est composée de quatre communes : El M'Ghair, Oum Touyour, Sidi Khellil et Still.